# Ludowa Partia Demokratyczna (Japonia)
Ludowa Partia Demokratyczna (jap. 国民民主党 Kokumin-minshutō) – japońska partia polityczna o profilu centrowym. 
Partia dysponuje 67 parlamentarzystami w obu izbach parlamentu.

## Historia
Powstała 7 maja 2018 roku z połączenia Partii Demokratycznej oraz Partii Nadziei. 
W kwietniu 2019 roku do ugrupowania dołączyła Liberalna Partia Japonii. 

## Program polityczny
Ugrupowanie sprzeciwia się reformie artykułu 9 konstytucji oraz ponownemu uruchomieniu elektrowni jądrowych. Zgodnie z programem ostateczne zerwanie Japonii z atomem ma nastąpić w latach trzydziestych bieżącego stulecia. 